# Hotellneset

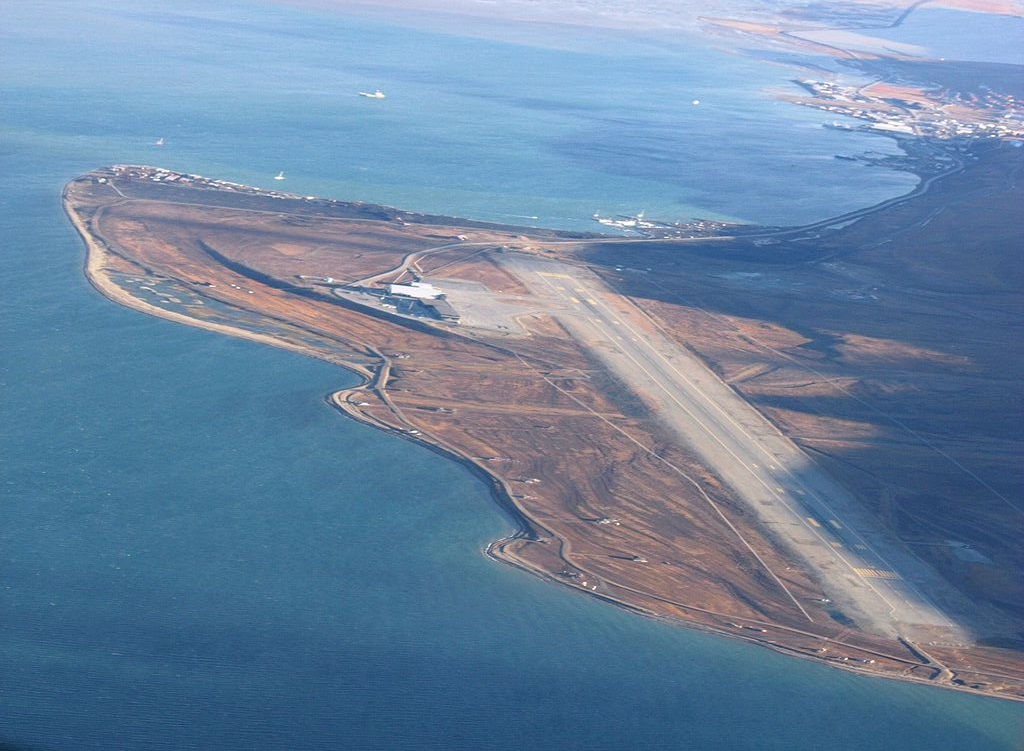
Översiktsbild från nordväst, med Adventpynten överst till vänster och Vestpynten nederst till höger.

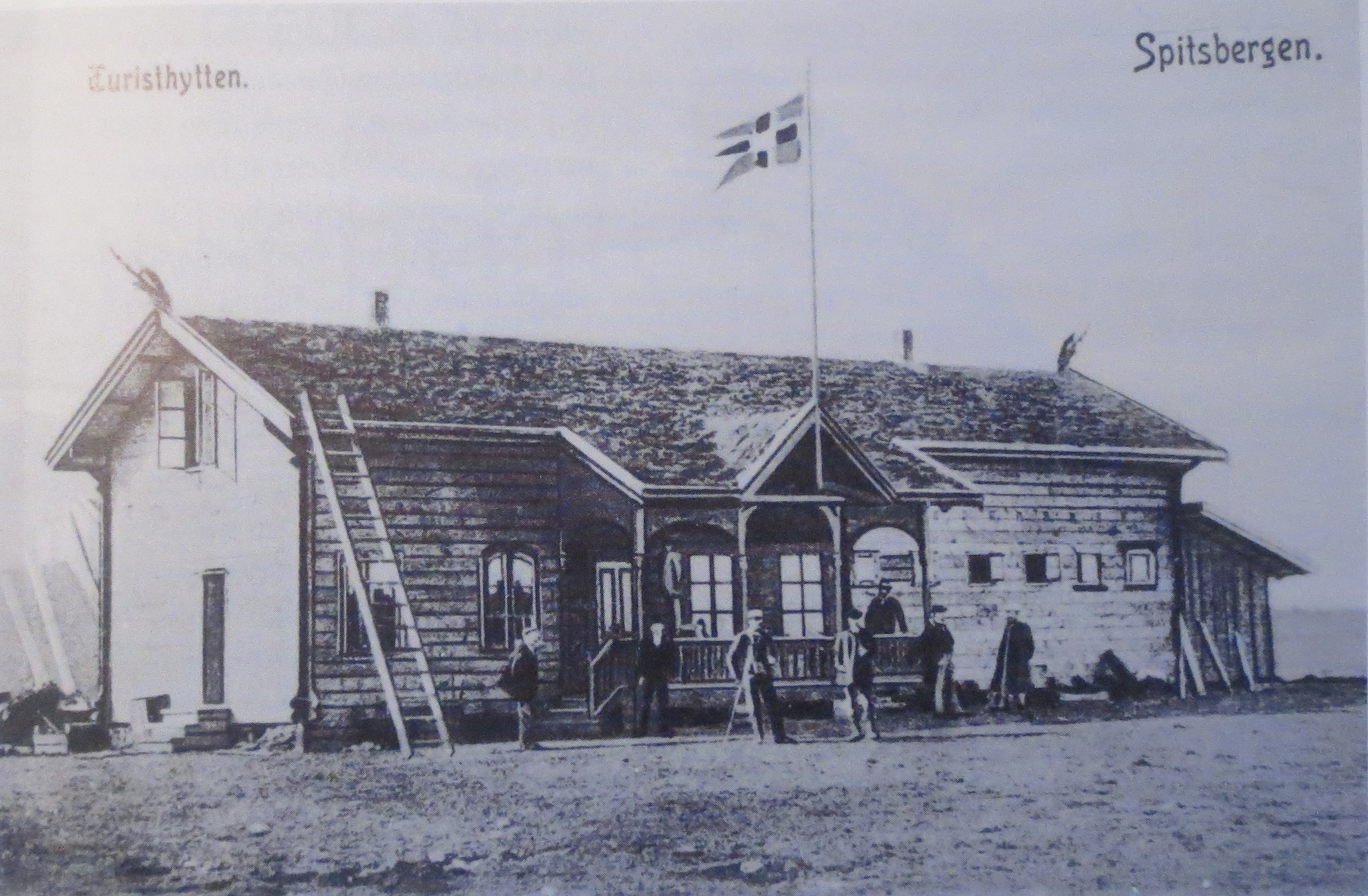
Turisthotellet 1908, med den norska postflaggan hissad, tolv år innan Svalbard blev norskt.

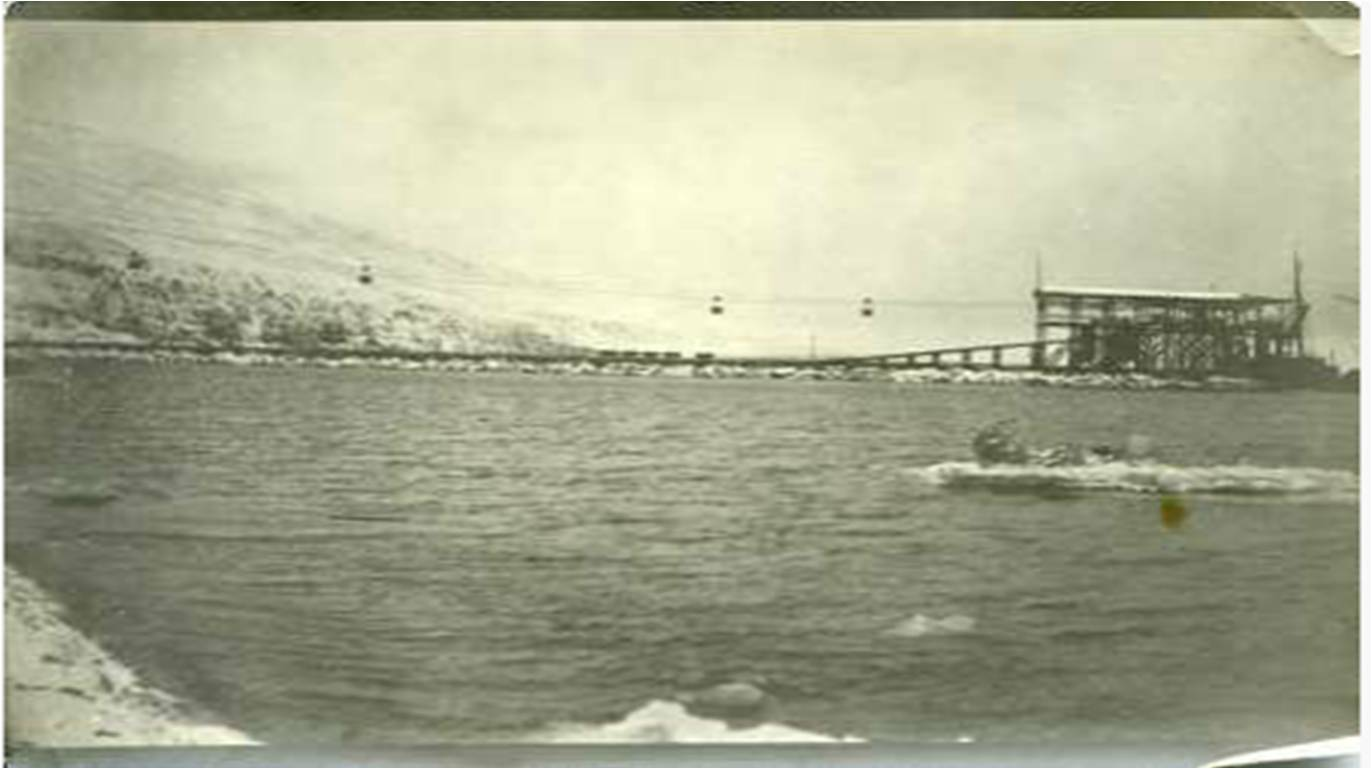
Kollhamnen med kabelbanan på Hotellneset, Okänt datum, omkring 1905-1920.

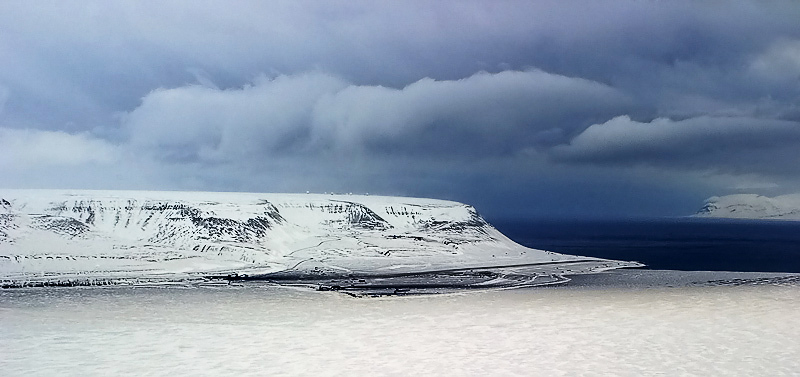
Hotellneset vinterstid. Den svarta linjen är Svalbard lufthavn, Longyear. De små runda prickarna på Platåberget är antennerna på Svalsat.

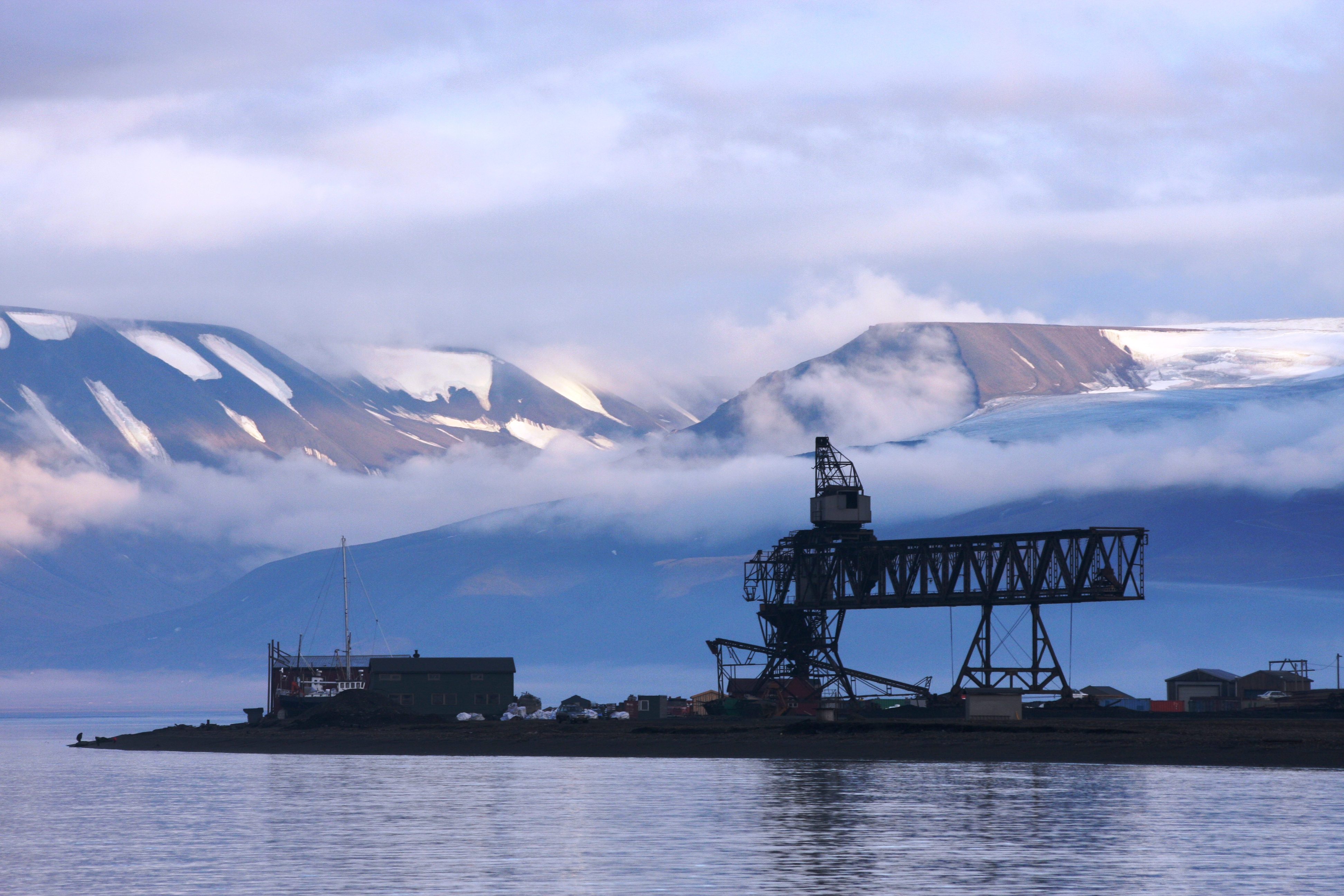
Hotellnesets kolhamn sedd från inseglingsvägen till Adventfjorden.

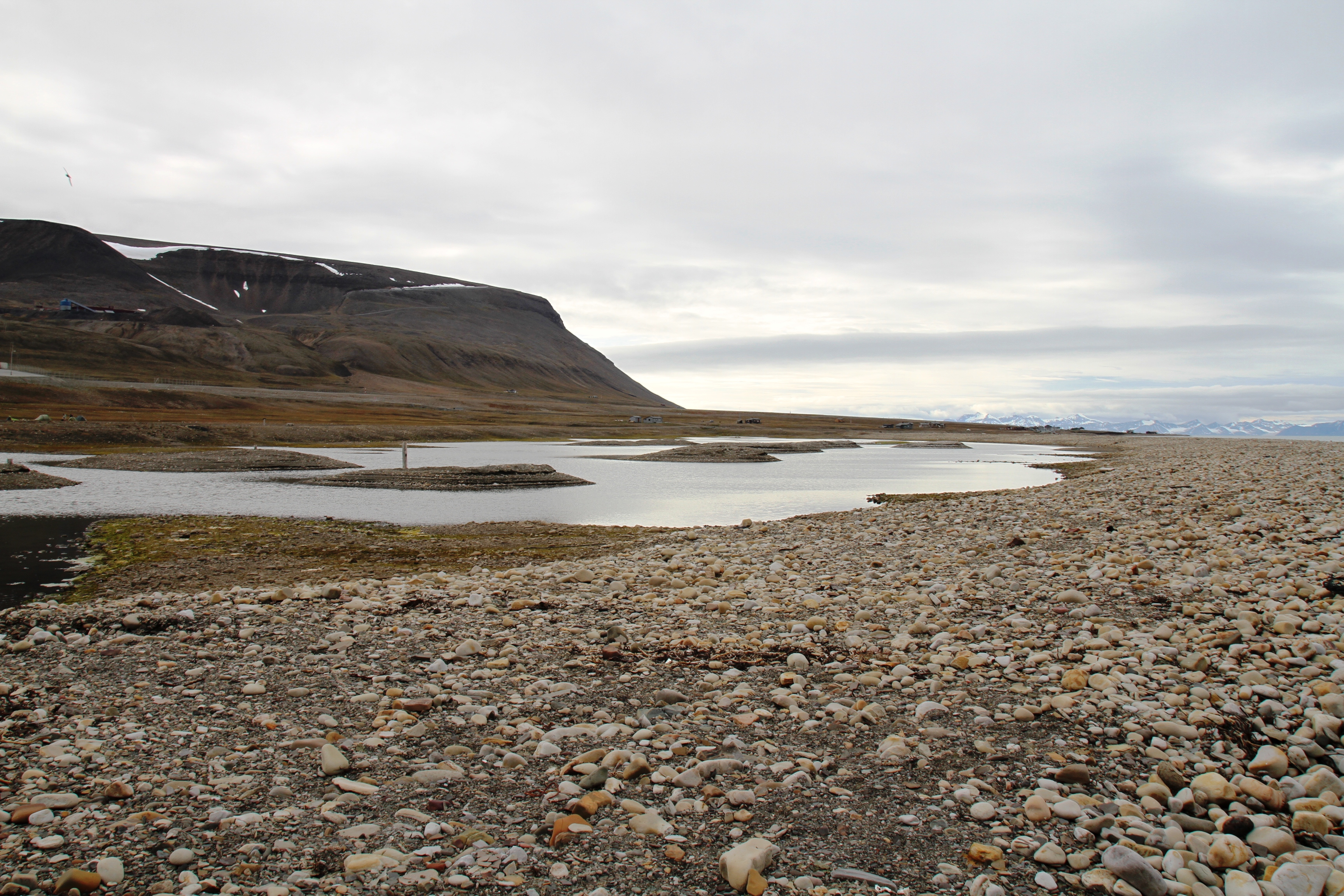
Insjön Lagunen med fågelreservat omedelbart norr om flygplatsen, med bebyggelsen på Vestpynten knappt synlig i bakgrunden till höger.

Hotellneset är ett näs drygt tre kilometer nordväst om Longyearbyen på Spetsbergen i Svalbard. Näset ligger omkring 1,5 kilometer innanför Adventfjordens mynning i Isfjorden. Utlastningshamnen för kol från Gruve 7, som är den gruva som ligger längst i sydöst utanför Longyearbyen, ligger på udden Adventpynten, och Svalbards flygplats ligger ett par hundra meter söder om denna. Det går vägar från Longyearbyen via Hotellneset och till toppen av Platåberget, söder om flygplatsen, där Svalsat har sin satellitstation.
Vid Adventfjorden, rakt väster om flygplatsen, ligger udden Vestpynten med Vestpynten fyr. Vid flygplatsen ligger nere vid fjorden i norr den lilla insjön Lagunen. Denna är en viktig  häckningsplats och skyddad som  fågelreservat. Här ligger också Svalbards enda campingplats för tältturister.
Namnet Hotellneset kommer från att Vesteraalens Dampskibsselskab byggde ett turisthotell på platsen 1896, en byggnad som efter ett par år flyttades till Gamle Longyearbyen och där blev samhällets butiksbyggnad.

## Historik
Hotellneset är en gammal ankringsplats, och fångstmän har begravts här genom tiderna. Det finns idag få rester efter fångstaktivitet. Ishavsskepparen Søren Zachariassen från Tromsø besökte Hotellneset på 1800-talet, och hävdade att det där 1862 stod ett pomor-ryskt fångsthus. Också andra personer har hävdat att de sett flera ryska fångsthyddor så sent som 1870.
Hotellneset blev en viktig ankringsplats och landstigningsplats för besökande turister i slutet av 1800-talet. Vesterålens Dampskibsselskab lät byggde 1896 ett turisthotell, som uppfördes av Thams & Co i Trondheim. Hotellet var inte i drift länge, men hade betydelse som en norsk post i området före gruvdriftens etablerande. År 1907 monterades hotellbyggnaden ned och återuppfördes inne i Gamle Longyearbyen för att användas som butikslokal.
Sommaren 1899 bröt Søren Zachariassen 600 hektoliter kol från Bohemanneset, Heerodden och Festningsodden vid Isfjorden. På väg ned mot fastlandet omnämnde han sina kolfynd och gav kolprov till ishavsskepparen Henrik B. Næss från Trondheim. Tillsammans med tre andra intresserade skickade Næss åtta man till ögruppen för att ta "ett eller annat kolfält i besittning". De slog till vid Hotellneset på uppdrag av Trondhjem-Spitsbergen Kulkompani, och bröt kol på den plats där senare Trøndergruva anlades 1903 med amerikansk finansiering.
Det gjordes insamlingar av kolprover från provfält i Blomsterdalen omkring hundra meter öster om Trøndergruva, och på andra ställen i bergssidan på Hotellneset. Amerikanen John Munroe Longyear hade år 1901 sett kolbrytningar vid Calypsobyen som turist, och kom i kontakt med Trondhjem-Spitsbergen Kulkompani. Kolprov togs med hem till USA, där de analyserades och befunna av högt värde. Frederick Ayer och John Munroe Longyear köpte i februari 1905 inmutningar  och började bli de dominerande gruventreprenörerna på nordvästra sidan av Adventfjorden. De bildade Arctic Coal Company, och 1906 sålde Henrik Næss och hans affärskompanjoner Trondhjem-Spitsbergen Kulkompani, inklusive Trøndergruva, till det amerikanska företaget.
Från 1905 startade Arctic Coal Company också brytningsställen på andra ställen i bergssidan på västsidan av Adventfjorden och inledde den så kallade "amerikanertiden" i detta området.
År 1916 övertog Store Norske Spitsbergen Kulkompani A/S Arctic Coal Company:s gruvverksamhet i Longyearbyen, och anlade på 1920-talet en kolutskeppningshamn på Hotellneset, som ersättning för den gamla utskeppningshamnen i Sjøområdet i Longyearbyen. Efter andra världskriget byggdes kolhamnen ut. År 1933 anlades Vestpynten fyr ytterst på näset av Norges Svalbard- og Ishavsundersøkelser som världens då nordligste fyr.
År 1938 startade projekteringen av Gruve 3 i Platåberget, men driften kom inte igång förrän 1969. Gruve 3 var en stor kolgruva som var i drift i nästan 30 år. Kolet skeppades ut från lasthamnen på Adventpynten öster om Hotellneset, nedanför Gruve 3. På detta ställe har Store Norske Spitsbergen Kulkompani fortsatt att ha sitt kollager för export.
Svalbards flygplats anlades 1974 på Hotellneset för att ersätta sjöflyghamnen inne i Adventelva. Svalbard Global Seed Vault byggdes in i delar av den då nedlagda Gruve 3 och invigdes 2008.

## Fotogalleri

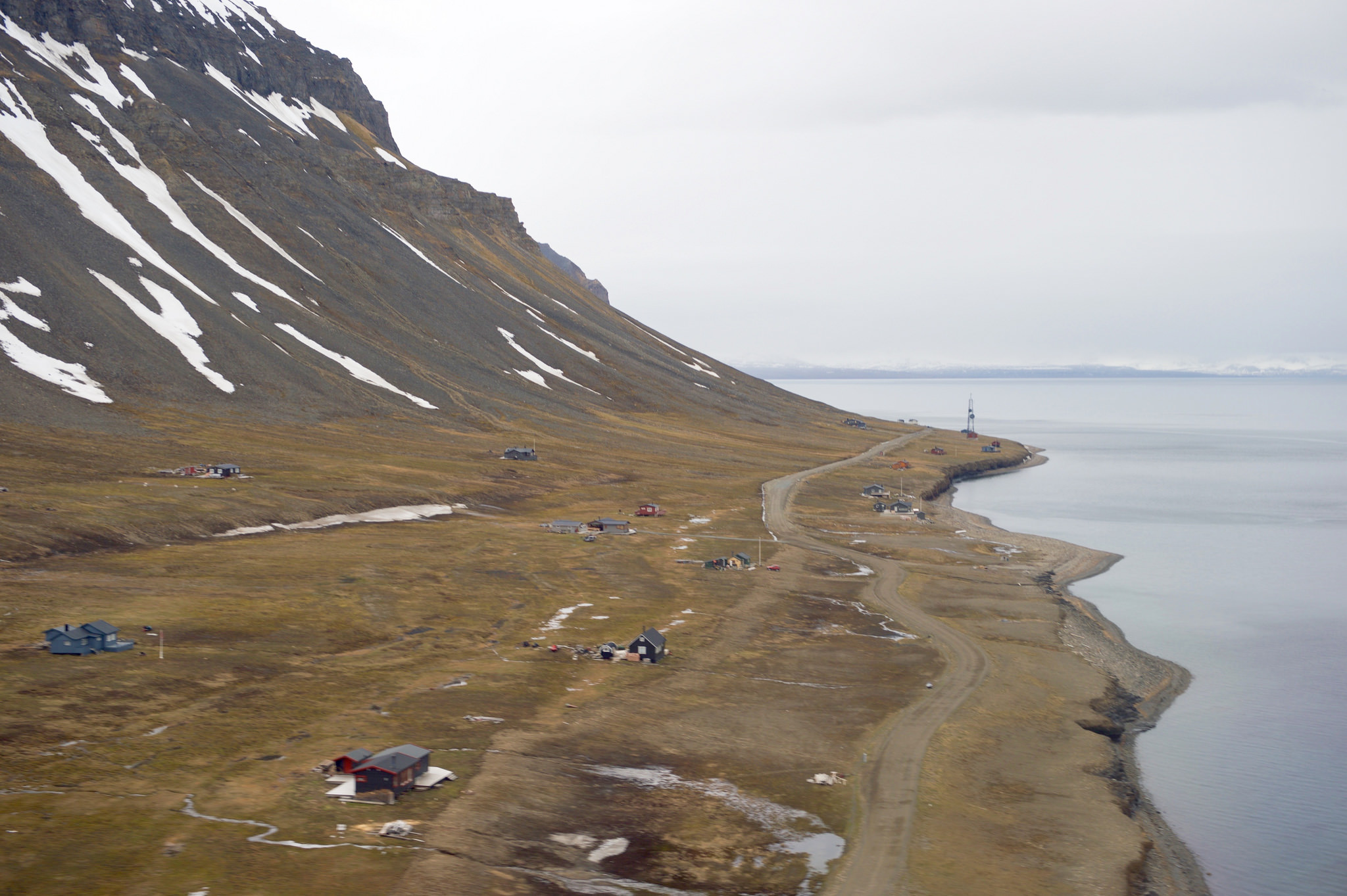
Udden Vestpynten med fritidshus. Längst ut på udden ligger Telenor Svalbards basstation för mobiltelefoni